# Gian-Carlo Rota
Gian-Carlo Rota (ur. 27 kwietnia 1932 w Vigevano, zm. 18 kwietnia 1999 w Cambridge) – amerykański matematyk i filozof pochodzenia włoskiego, profesor matematyki stosowanej i filozofii w Massachusetts Institute of Technology i konsultant w Los Alamos National Laboratory.

## Życiorys
Do Stanów Zjednoczonych przybył na studia w 1950 i podjął naukę na Uniwersytecie w Princeton. W 1953 uzyskał tytuł BA i rozpoczął studia na Uniwersytecie Yale, gdzie uzyskał tytuł magistra (1954) i stopień doktora (1956). Promotorem jego pracy doktorskiej (pt. Extension Theory of Differential Operators) był Jacob T. Schwartz. W 1959 zatrudnił go Massachusetts Institute of Technology.
Rota był zaprzyjaźniony ze Stanisławem Ulamem, z którym współpracował matematycznie oraz nad projektami w Los Alamos National Laboratory (gdzie był konsultantem od 1966).
W latach 1995–1997 był wiceprezesem Amerykańskiego Towarzystwa Matematycznego.

## Dorobek
Na początku swojej kariery zawodowej Gian-Carlo Rota pracował nad zagadnieniami analizy funkcjonalnej, później zajmował się problemami kombinatoryki. Był autorem ponad 200 artykułów matematycznych, szeregu monografii, podręczników akademickich i esejów, w tym:
- Garrett Birkhoff, Gian-Carlo Rota: Ordinary differential equations. Waltham, Mass., Blaisdell Pub. Co. 1969.
- Henry H. Crapo, Gian-Carlo Rota: On the foundations of combinatorial theory: combinatorial geometries. Cambridge, Mass., M.I.T. Press 1970. ISBN 0-262-53016-3.
- Frank D. Grosshans, Gian-Carlo Rota, Joel A. Stein: Invariant theory and superalgebras. American Mathematical Society, 1987. ISBN 0-8218-0719-6.
- Daniel A. Klain, Gian-Carlo Rota: Introduction to geometric probability. Cambridge University Press, 1997. ISBN 0-521-59362-X.
- Gian-Carlo Rota: Indiscrete Thoughts. Birkhäuser, Boston 1997. ISBN 0-8176-3866-0.

W 1988 został nagrodzony Nagrodą Steele’a przez Amerykańskie Towarzystwo Matematyczne.